# Mells (Somerset)
Mells est une paroisse civile et un village du Somerset, en Angleterre.